# Vaige
Vaige – rzeka we Francji, przepływająca przez tereny departamentów Mayenne oraz Sarthe, o długości 53,6 km. Stanowi dopływ rzeki Sarthe.